# Perdita richardsi
Perdita richardsi är en biart som beskrevs av Timberlake 1964. Perdita richardsi ingår i släktet Perdita och familjen grävbin. Inga underarter finns listade i Catalogue of Life.